# Maiasmokk
«Ма́йасмокк» (эст. Maiasmokk) — старейшее действующее кафе, расположенное в Старом городе Таллина, столицы Эстонии.
Расположено на пересечении улиц Пикк и Пюхавайму, работает с 1876 года. До этого на этом месте стояло здание, в котором размещалась кондитерская и склады. Фасад и интерьеры нынешнего здания, в котором находится кафе, внесены в Государственный регистр памятников культуры Эстонии как памятник архитектуры.

## История
История кофейни восходит к 11 августа 1806 года, когда пекарь Лоренц Кавицель получил право на землю, на которой стоит нынешнее здание, и здесь был построен дом, который использовался под магазины и амбар. С 1864 года здесь работала кондитерская. В 1875 году этот дом и соседнюю недвижимость выкупил кондитер Георг Штуде и в 1876 году по проекту Николая Тамма построил здесь жилое здание в стиле историзма, на первом этаже которого стала работать кофейня. 
В конце XIX века кофейня прославилась производством марципана, который поставлялся российской императорской семье.
Кафе продолжало работать и в годы Второй мировой войны. В 1997 году оно было зарегистрировано как частное предприятие, большую часть акций которого купила кондитерская компания «Калев». В 2006 году в Эстонии в честь этого кафе был выпущен почтовый конверт с маркой. В 2010 году «Калев» (ныне — компания «Orkla») выкупила здание, в котором расположено кафе. В нём также находится музейная комната, посвященная истории марципана.